# ГО Інша Жінка
Громадська організація «Інша Жінка» (англ. NGO Divergent Woman) — українська неприбуткова організація, спрямована на забезпечення ґендерної рівності, підтримку жінок у кризових ситуаціях, розвиток жіночого лідерства та підприємництва. Заснована у 2018 році, вона налічує понад десять регіональних осередків в Україні, а також має міжнародне представництво в Естонії.
З початком повномасштабної війни в Україні ГО «Інша Жінка» розширила свою діяльність, включивши допомогу внутрішньо переміщеним особам (ВПО) , а також реалізацію програм професійної реінтеграції та психологічної допомоги.
Засновницею та головою організації є Юлія Цибульська.

## Історія створення та діяльність організації
Громадська організація «Інша Жінка» була заснована у 2018 році Юлією Цибульською. Вона виникла як ініціатива, спрямована на підтримку жінок і розвиток програм у сфері ґендерної рівності, жіночого підприємництва та лідерства. З моменту створення діяльність організації орієнтується на залучення жінок до суспільних процесів, підвищення їхньої економічної спроможності, а також створення мережі взаємопідтримки між жінками з різних куточків країни, що дає можливість обмінюватися досвідом та спільно реалізовувати ініціативи. Поступово організація розширила свою діяльність, охопивши різні регіони  України та розпочавши реалізацію програм підтримки внутрішньо переміщених осіб, ініціатив у сфері протидії насильству та освітніх проєктів для жінок і молоді.
Мета організації полягає у впровадженні програм, спрямованих на розвиток жіночого підприємництва, відновленні трудового потенціалу, протидії насильству та ґендерно-чутливої політики, навіть в умовах збройних конфліктів та війни.
Місія організації полягає у створенні стійкої екосистеми жіночого лідерства, наставництва та підприємництва, яка сприяє підвищенню економічної спроможності жінок і розширенню їхньої участі у процесах ухвалення рішень на місцевому, національному та міжнародному рівнях. Діяльність організації спрямована на забезпечення рівного доступу жінок до можливостей, ресурсів і демократичних процесів, а також на підтримку розвитку інституцій, що сприяють утвердженню ґендерної рівності та євроінтеграційного курсу України.

## Принципи роботи та інституційна спроможність
Ґендерно-фокусована мережа. ГО "Інша Жінка" мережа, яку заснували, очолюють та розвивають жінки, що працюють для спільної реалізації ініціатив у сфері ґендерної рівності.
Практичні програми. Діяльність організації охоплює проєкти у сфері неформальної освіти, розвитку підприємництва, менторських ініціатив, лідерських програм та адвокації прав жінок. Вони спрямовані на підвищення рівня залучення жінок до соціального та економічного життя.
Економічна спроможність жінок. Значна частина програм організації присвячена розвитку трудового потенціалу жінок — через працевлаштування, професійну перепідготовку, підтримку малого бізнесу та доступ до нових професійних можливостей.
Соціальне підприємництво. Організація поєднує донорську підтримку з елементами соціального підприємництва, що дозволяє забезпечувати сталість програм у довгостроковій перспективі.
Горизонтальна управлінська структура. Впроваджено модель управління з активною участю регіональних представництв, що сприяє оперативному прийняттю рішень і адаптації до викликів у різних контекстах.
Відповідність міжнародним стандартам. За даними ГО "Інша Жінка", з 2023 року організація впровадила політики та процедури, що відповідають вимогам міжнародних донорів та організацій, зокрема ООН. Це забезпечує прозорість, підзвітність та відповідність принципам комплаєнсу.

## Напрямки діяльності
Економічне посилення жінок, інклюзія та доступ до лідерства. Реалізація програм з підвищення економічної спроможності жінок, зокрема через навчання, наставництво, підтримку жіночого підприємництва, розвиток лідерськогопотенціалу та залучення до процесів ухвалення рішень.
Професійна реінтеграція ВПО-жінок та ветеранок, зайнятість у стереотипно нетипових сферах. Здійснюється комплексна підтримка працевлаштування ВПО-жінок та ветеранів у тому числі через навчання стереотипно нетиповим жінкам професіям. Серед ініціатив — навчання технічним професіям, групове менторство та підтримка у запуску своєї справи.
Протидія ґендерно зумовленому насильству та розвиток систем захисту. У співпраці з державними інституціями та міжнародними партнерами впроваджуються проєкти з попередження та подолання домашнього та ґендерно зумовленого насильства, що охоплюють як індивідуальну допомогу постраждалим (надання правової, психологічної та соціальної підтримки), так і системні зміни у сфері освіти та безпеки.
Розвиток жіночого підприємництва та підтримка бізнес-екосистеми. Впровадження бізнес-інкубаторів, освітніх програм, грантових конкурсів, study-турів та менторських ініціатив для жінок, що започатковують або розвивають власну справу.
Залучення молоді та чоловіків у ґендерно-чутливі трансформації. Просування ідей рівності через інклюзивні програми з участю молоді та чоловіків, спрямовані на формування нової культури взаємоповаги, партнерства та спільної відповідальності, що сприяє викоріненню ґендерних стереотипів у суспільстві, освіті, сім'ї.
Інклюзивне відновлення громад і підвищення стійкості. Створення безпечних та інклюзивних просторів для жінок, дітей і вразливих груп населення у громадах, які зазнали кризових впливів, а також реалізація програм психосоціальної підтримки та підвищення соціальної згуртованості. 

## Проєкти

### Діючі системні проєкти
1. Проєкт протидії та боротьби з домашнім насильством #ДОСИТЬ! у партнерстві з Полтавською обласною державною адміністрацією та Фондом UNFPA.
2. Скажи ДОСИТЬ! Діти. Системний проєкт впровадження політики запобігання домашнього та ґендерно зумовленого насильства в закладах освіти Полтавщини.
3. Стійкі. Проєкт з надання жінкам та вразливим верствам населення, що зазнали афекту внаслідок війни, швидкої й комплексної ментальної підтримки та соціально-психологічного супроводу, а саме: безкоштовні консультації психолога, заняття з арт-терапії, курси з емоційного інтелекту та психологічної адаптації.
4. ГО «Інша Жінка» спільно з іншими членами «Коаліція 1325 Полтавщина» впроваджує у регіоні Резолюції Ради Безпеки ООН 1325 «Жінки, мир, безпека», якою визнано що збройна агресія і кризи по-різному впливають на жінок і дівчат та чоловіків.
5. Розвиток жіночого бізнесу. Від бізнес-інкубатору до системних проєктів. Розвиток жіночого підприємництва, надання базової бізнес-освіти, пошук інвестицій та партнерів, обмін досвідом та популяризація менторства, study-тури на підприємства. У партнерстві з місцевою владою Кременчука, Полтавською обласною державною адміністрацією та за участі Посольства Канади в Україні —  з розвитку жіночих ініціатив. 
6. Власна справа. Навчання бізнесу ВПО-жінок та місцевих з дітьми. Програма включає: інтенсивне 3-денне навчання бізнесу; тиждень менторські підтримки від досвідчених підприємців; захист бізнес-планів та змагання за отримання грантів у розмірі до 150 000 грн.
7. Розширення можливостей жінок. Empowering Women: Digitalisation and Export. Проєкт реалізується спільними зусиллями Garage48, Естонською асоціацією ділових і професійних жінок (EENA) та українською громадською організацією «Інша жінка». Основною метою є підтримка очолюваних жінками малих та середніх бізнесів, які починають свій шлях до цифровізації та експорту. Програма пропонує передові практики та досвід наставників із сектору стартапів та інноваційних технологій, а також методологію групового коучингу для індивідуального розвитку особистості.
8. «Соціальне підприємництво в сфері надання послуг з тимчасового нагляду за дітьми для працюючих мам» реалізується Громадською організацією «Інша Жінка» за технічного адміністрування ІСАР Єднання та сприяння Програми розвитку ООН в  Україні за фінансової підтримки Європейського Союзу, наданої в межах проєкту «EU4Recovery — Розширення можливостей громад в Україні». Має за мету підвищення економічної спроможності жінок вразливих верств населення через створення соціальної інфраструктури догляду за дітьми.
9. Штаб волонтерів Кременчука — платформа взаємодопомоги бізнесу, влади, громади на виклики COVID-19, системна допомога продуктовим забезпеченням людей старшого віку, людей з інвалідністю, малозабезпечених верств населення з акцентом на жінок, які самостійно виховують дітей. Під час війни перетворився на потужний волонтерський штаб допомоги на Полтавщині.

### Ініціативи та адвокації
1.  Навчаємо жінок "чоловічім" професіям. ГО «Інша Жінка» спільно з партнером — Професійно-технічним училищем № 26 міста Кременчука проводить безкоштовне навчання за 2 спеціальностями: 1) слюсар/КА з механоскладальних робіт; 2) слюсар/КА з ремонту колісних транспортних засобів.
2. WE ACT: Діємо задля жінок та їхніх можливостей. Навчання жінок прикладним професіям задля здобуття економічної незалежності і боротьби з ґендерним насильством.
3. Інше життя. Нова професія для людей з інвалідністю — спільний проєкт ГО «Інша Жінка» зі Штабом Волонтерів Кременчука, який створений для навчання людей з інвалідністю сучасним професіям у IT-сфері та  — що надважливо  — їх подальшого працевлаштування. 
4. Соціальний проект «Доступні можливості» — безкоштовні 1-2 соціальних місця у групах з вивчення англійської мови та ІТ для дітей та дорослих з малозабезпечених сімей, людям з інвалідністю та внутрішньо переміщеним особам (ВПО) на базі освітнього простору Insha Osvita.
5. Підтримка ВПО в МТП. Надання комплексної міжгалузевої підтримки внутрішньо переміщеним людям, які проживають у визначених 11 пріоритетних місцях тимчасового проживання Полтавської та Кіровоградської областей.
6. Діти у фокусі: Art & Health HUB для дітей-ВПО Полтавщини. Безпечний простір для дітей, де кожен може знайти психоемоційну підтримку у нових умовах життя через творчість, креатив та навчання. Заняття проводились для дітей як ВПО так і місцевих віком від 4 до 18 років.
7. ГО «Інша Жінка» є регіональним представником руху  «Нове шкільне харчування/Cult Food Кременчук» на Полтавщині, метою якого є покращення культури харчування у школах України, освіченість у питаннях здорового харчування та запобігання захворювань ЖКТ серед дітей шкільного віку.
8. Центр розвитку бізнес-спільноти та екосистеми підприємництва у Кременчуці та Полтавській області  Дія.Бізнес Кременчук. Проєкт реалізований спільно з Міністерством цифрової трансформації.
9. Бізнес сніданок «НЕ-Успіх» — це формат зустрічей «жінка для жінки». За словами голови ГО «Інша Жінка» Юлії Цибульської: «Це відверті історії інших жінок про НЕ-Успіх, помилки, невдачі та все те, що болить, пече, змушує зупинятися, перешкоджає, ставить палиці в колеса, заважає та, нарешті, веде до успіху». 
10. Фотовиставка-перформанс «Моє Я» організована у партнерстві з ГО «Олександрійський ґендерний інформаційний центр» з метою привернення уваги до питань ґендерної рівності та розширення можливостей жінок. Виставка представила 31 портрет жінок із Полтави, Кременчука та Олександрії, які досягли професійної реалізації в різних сферах: політиці, бізнесі, громадській діяльності тощо. Учасниці публічно поділилися своїми історіями, досвідом і підходами до досягнення особистого  та професійного успіху.
11. Права та свободи: Постійне представництво Представника Уповноваженого ВРУ з прав людини у Кременчуці до якого кожна особа може звернутися, якщо її права та свободи порушено органами державної влади, органами місцевого самоврядування та їх посадовими і службовими особами, а також юридичними та фізичними особами.

## Мережа представництв
- Громадська організація «Інша Жінка» Київ.
- Громадська організація «Інша Жінка» Полтава.
- Громадська організація «Інша Жінка» Харків.
- Громадська організація «Інша Жінка» Кривий Ріг.
- Громадська організація «Інша Жінка» Горішні Плавні.
- Громадська організація «Інша Жінка» Олександрія.
- Громадська організація «Інша Жінка» Знам'янка.
- Громадська організація «Інша Жінка» Світловодськ.
- Громадська організація «Інша Жінка» Чугуїв.
- Громадська організація «Інша Жінка» Кропивницький.
- Громадська організація «Інша Жінка» Естонія.

## Членства ГО «Інша Жінка» в асоціаціях
- Ініціатори створення та члени Коаліція 1325 Полтавщина[47], що діє відповідно до резолюції ООН та обʼєднує 40 громадських організацій в Полтавській області. Члени Коаліції 1325 в Кіровоградській[48], Дніпропетровській та Харківській областях.
- Регіональні представники Українського Жіночого Конгресу. Український Жіночий Конгрес (УЖК) є постійно діючою публічною платформою, яка формує жінок лідерок та порядок денний з ґендерної політики для Верховної Ради  України, Уряду  України, місцевих громад, приватного та громадського секторів та медіаспільноти[49].
- Члени Координаційної міжвідомчої обласної ради з питань ґендерної рівності, протидії та запобігання домашньому й ґендерно зумовленому насильству при Полтавській обласній військовій адміністрації.
- Повноправні члени Української національної платформи Форуму громадянського суспільства Східного партнерства, за підтримки Європейського Союзу та Форуму громадянського суспільства СхП[50].
- Члени Робочої групи при Міністерстві економіки з питань подолання ґендерно зумовленого розриву в оплаті праці.
- Члени Комітету Верховної Ради України з питань інтеграції  України до Європейського Союзу (за згодою).
- Співголови та члени Регіональної робочої групи «Ґендерні аспекти у гуманітарній діяльності» (GiHA) за підтримки UN Women.
- Учасники Координаційної ради OCHA — Гуманітарний фонд  України, члени кластерів з питань захисту, освіти, CCCS, GBV, Health, Shelter & NFI, Likelihood.

## Контакти організації
- Головний офіс громадської організації «Інша Жінка» знаходиться у місті Кременчук по вулиці Соборній 15/42, ТЦ Мега.